# 武家屋敷通

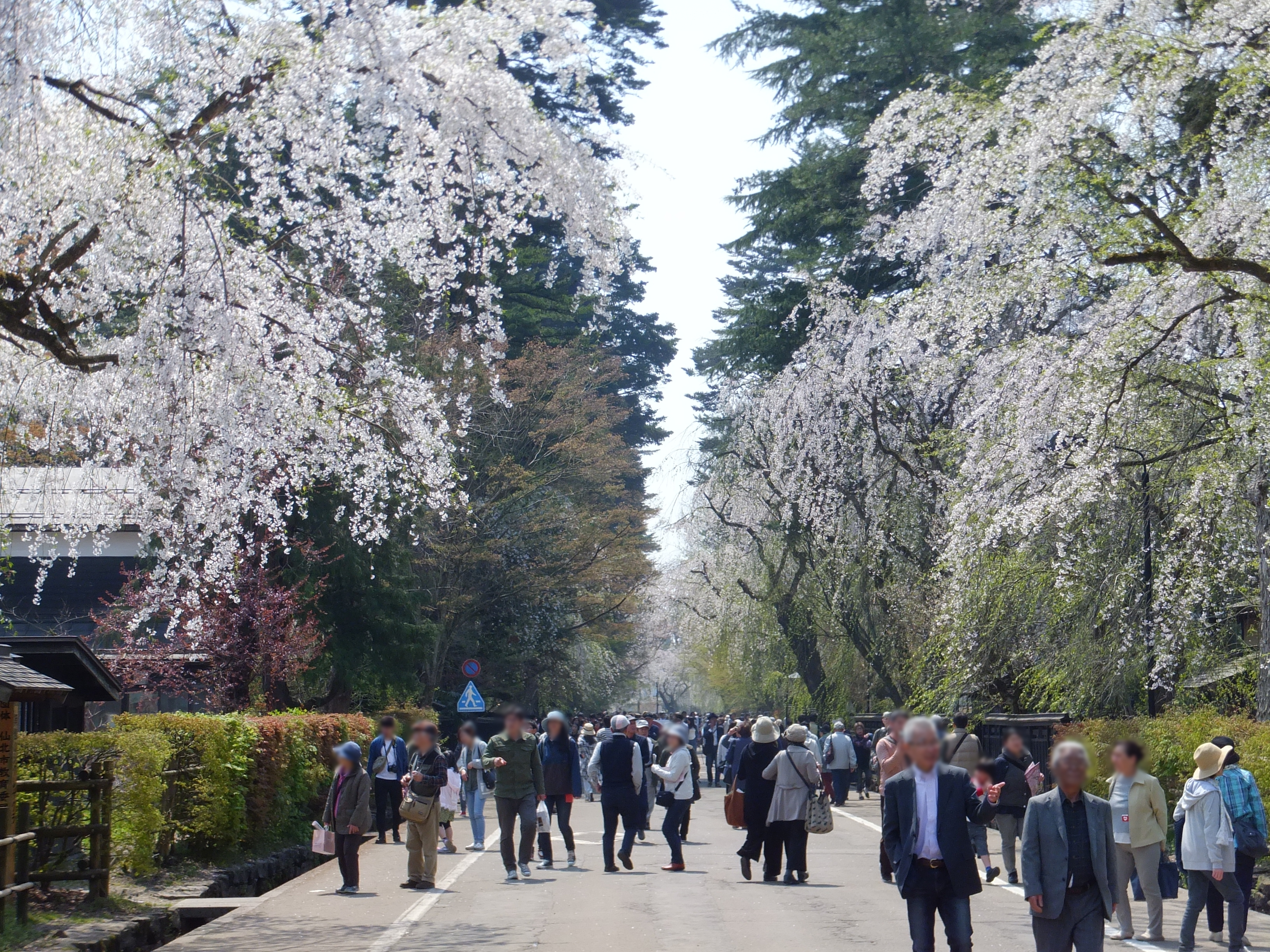
春季的武家屋敷通

武家屋敷通（日语：ぶけやしきどおり）是位於日本秋田縣仙北市角館的一條道路，自古城山的山麓向南延伸。武家屋敷通是秋田縣著名的賞櫻勝地之一，以種植在街道兩旁的枝垂櫻而聞名，並且被選定為日本之道百選。同時武家屋敷通在內的角館也擁有「陸奧小京都」之稱，並於1976年被指定為日本的重要傳統的建造物群保存地區。